# His Double Life (film 1933)
His Double Life è un film del 1933 diretto da Arthur Hopkins, un noto regista e impresario teatrale qui al suo esordio dietro alla macchina da presa. La sceneggiatura si basa su Buried Alive, romanzo di Arnold Bennett pubblicato a Londra nel 1908 e sul suo lavoro teatrale The Great Adventure, basato sul romanzo; la pièce andò in scena in prima a Glasgow il 18 settembre 1911.
Il film è il remake di The Great Adventure, diretto nel Regno Unito nel 1915 da Larry Trimble, e di The Great Adventure, diretto da Kenneth Webb nel 1921, con Lionel Barrymore e Doris Rankin. Nel 1943, ne venne fatto un ulteriore rifacimento con Marito a sorpresa (Holy Matrimony), diretto da John M. Stahl e interpretato da Monty Woolley e Gracie Fields.

## Trama
Famoso pittore britannico, Priam Farrel è un tipo solitario e nemico di ogni pubblicità. Per nascondere la propria identità al medico che viene a visitare Leek, il valletto malato, Farrel si presenta come se fosse lui il domestico, mentre fa passare Leek per sé stesso. Così, quando il valletto muore, tutti credono che il defunto sia il famoso artista mentre Farrel, che tenta invano di ristabilire la verità, non riesce a convincere nessuno. Anche Alice, una giovane vedova che aveva corrisposto con Leek attraverso il Matrimonial Times prende un abbaglio e lo scambia per il suo corrispondente. In ogni caso, i due si innamorano e decidono di sposarsi. Farrel inizia una nuova vita con Alice anche se rimane amareggiato per i funerali in pompa magna di Leek, sepolto al posto suo nell'Abbazia di Westminster.

Passano alcuni anni. I nuovi lavori di Farrel attirano l'attenzione di Oxford, un mercante d'arte, che dichiara che i dipinti sono di Farrel e che il pittore deve essere ancora vivo e vegeto. La moglie abbandonata di Leek, quando rivede il "marito", lo riconosce erroneamente pure lei. Il problema della vera identità dell'uomo finisce in tribunale dove, finalmente, due nei sul collo di Farrel risolvono l'annosa questione. Il pittore, riottenuto il proprio nome, può ora lasciare Londra insieme ad Alice per ritornare a una vita tranquilla e felice.

## Produzione
Il film, prodotto dalla Eddie Dowling Pictures, venne girato negli Eastern Service Studios.

## Distribuzione
Il copyright del film, richiesto dalla Eddie Dowling Pictures Corp, fu registrato il 22 novembre 1933 con il numero LP4316.
Distribuito dalla Paramount Pictures, il film fu presentato in prima il 15 dicembre 1933 uscendo nelle sale cinematografiche statunitensi il 12 gennaio 1934.